# ديفيد بي. بيرني
ديفيد بي. بيرني (بالإنجليزية: David B. Birney)‏ هو ضابط ومحامي أمريكي، ولد في 29 مايو 1825 في هنتسفيل في الولايات المتحدة، وتوفي في 18 أكتوبر 1864 في فيلادلفيا في الولايات المتحدة بسبب ملاريا.